# Smittina remotorostrata
Smittina remotorostrata är en mossdjursart som först beskrevs av Ferdinand Canu och Ray Smith Bassler 1928.  Smittina remotorostrata ingår i släktet Smittina och familjen Smittinidae. Inga underarter finns listade i Catalogue of Life.